# We Are Marshall
Pour plus de détails, voir Fiche technique et Distribution.
We Are Marshall ou L'Esprit d'une équipe au Québec est un film américain réalisé par McG et sorti en 2006. Il s’inspire d'une histoire vraie qui eut lieu en 1970 : 71 personnes liées aux Thundering Herd de Marshall sont morts dans le crash du vol Southern Airways 932.

## Synopsis
Le crash aérien du Vol Southern Airways 932 le 14 novembre 1970 provoque la mort de 75 personnes. Parmi les victimes figurent 71 personnes liées à l'équipe de football américain de l'université Marshall, les Thundering Herd de Marshall. De nombreux joueurs ainsi que des entraîneurs et supporters périssent dans la tragédie. La ville de Huntington va ensuite faire face en aidant le nouvel entraîneur Jack Lengyel à mettre en place une nouvelle équipe.

## Fiche technique
Sauf indication contraire, les informations mentionnées dans cette section peuvent être confirmées par la base de données cinématographiques IMDb,  présente dans la section « Liens externes ».
- Titre orignal : We Are Marshall
- Réalisation : McG
- Scénario : Jamie Linden et Cory Helms
- Musique : Christophe Beck
- Photographie : Shane Hurlbut
- Montage : Gregg London et Priscilla Nedd-Friendly
- Production : Basil Iwanyk et McG
- Société de production : Warner Bros., Thunder Road Pictures, Legendary Pictures et Wonderland Sound and Vision
- Société de distribution : Warner Bros. (États-Unis)
- Budget : 65 000 000 $
- Pays de production :  États-Unis
- Genre : drame biographique, sport
- Durée : 124 minutes
- Date de sortie : 
  - États-Unis : 22 décembre 2006

## Distribution
- Matthew McConaughey (VF : Guillaume Lebon ; VQ : Daniel Picard) : Jack Lengyel
- Matthew Fox (VF : Xavier Fagnon ; VQ : Pierre Auger) : Red Dawson
- Anthony Mackie (VF : Raphaël Cohen ; VQ : Daniel Roy) : Nate Ruffin
- Ian McShane (VF : Hervé Jolly ; VQ : Jean-Marie Moncelet) : Paul Griffen
- David Strathairn (VF : Mario Pecqueur ; VQ : Vincent Davy) : le président Donald Dedmon
- Kate Mara (VF : Sandra Valentin ; VQ : Claudia-Laurie Corbeil) : Annie Cantrell
- January Jones (VQ : Aline Pinsonneault) : Carol Dawson
- Kimberly Williams (VQ : Michèle Lituac) : Sandy Lengyel
- Arlen Escarpeta (VF : Franck Soumah ; VQ : Hugolin Chevrette-Landesque) : Reggie Olivier
- Brian Geraghty (VF : Stéphane Fourreau ; VQ : Philippe Martin) : Tom Bogdan
- L. Warren Young (VF : Laurent Larcher) : Mickey Jackson
- Wes Brown (VF : Damien Ferrette) : Chris Griffen
- Robert Patrick (VF : Jean-François Aupied) : le coach Rick Tolley (non crédité)
- Ron Clinton Smith : Jim McNally

Source et légende : version française (VF) sur Doublagissimo

## Production
Plusieurs élèves de l'Université Marshall et des habitants ont participé comme figurants.
Le tournage a lieu à Atlanta en Géorgie ainsi qu'en Virginie-Occidentale (Huntington et Kenova).

## Sortie et accueil

### Box-office
Aux États-Unis le film a enregistré des recettes de plus de 42 millions de dollars.